# فریدریش سومنر براکت
 فریدریش سومنر براکت (انگلیسی: Frederick Sumner Brackett؛ زاده ۱ اوت ۱۸۹۶ درگذشته ۲۸ ژانویهٔ ۱۹۸۸) یک فیزیک‌دان اهل ایالات متحده آمریکا بود.